# Fort Yellowstone
Pour les articles homonymes, voir Yellowstone (homonymie).
Fort Yellowstone est un ancien fort de l'armée américaine qui sert de centre administratif pour le parc national de Yellowstone aux États-Unis.
Le Yellowstone fut le premier parc national du monde créé le 1er mars 1872. À ses débuts, le personnel disposait de peu de ressources financières et humaines pour gérer et protéger le parc ; il fut aidé dans cette mission par l'armée qui prit le contrôle du parc. L'armée s'installa dans un camp près de Mammoth Hot Springs, qui devint par la suite le Fort Yellowstone, qui fut en usage jusqu'en 1918, date à laquelle le parc passa sous le contrôle du National Park Service. Il fut reconnu National Historic Landmark le 31 juillet 2003.